# Фолк-панк

Анархічне серце

Фолк-панк (англ. Folk Punk) — це музичний стиль, який змішує в собі елементи фолку і панк-року. Існує два відмінних виду фолк-панку. Перший вид — це виконавці типу The Knitters — це панк-музиканти, які грають у традиційному фолк-стилі (кантрі-фолк). До другого виду можна віднести сучасних виконавців, які виконують фолк музику в акустиці — цей стиль називається «Riot Folk», і мова йде саме про нього.
«Бунтівний фолк» — музичний стиль, який розвинувся з таких стилів, як політично радикальний фолк, панк і традицій хіп-хопу, і є представником зростаючих рухів за соціальну справедливість і пряму демократію, які з'являються по всьому світу. Багато виконавців Riot Folk за своїми політичними поглядами — ліві анархісти. Їх музика — це відображення їхньої боротьби за краще суспільство, заради чого вони живуть свої життя.
Хоча цей стиль існує кілька років, його «ім'я» було вперше згадано в назві лейблу Riot-Folk! Records, ним володіє і керує колектив фолк-виконавців, які «знову роблять фолк загрозою» (making folk a threat again). Riot Folk черпає натхнення з традицій творчості таких музикантів, як Phil Ochs, Joan Baez, The Clash, Woody Guthrie, Pete Seeger, Ani DiFranco і політичної музики всіх стилів і часів.
Величезну роль у розвитку «Riot folk'а» зіграв лейбл Plan It X Records з Блумінгтона, Індіана (Bloomington, Indiana), так як хлопці з цього лейблу надають велику допомогу в поширенні стилю. Лейбл утворився в 1994 році і дотримується суворої DIY панк-етики. Хлопці з лейблу відмовляються продавати будь-які диски більше, ніж за п'ять доларів (If it ain't cheap, it ain't Punk!). Леблом керує Кріс Джонсон (Chris Johnson), колишній учасник таких гуртів, як Operation: Cliff Clavin, The Devil is Electric, The Ted Dancin 'Machine, Peanucle, і його друзі. Багато основні фолк панк-групи зараз записуються на цьому лейблі або мали з ним зв'язок раніше.
Але насправді, багато груп з лейблу не мають ніякого відношення до справжньої фолк музику (і навіть не звучать як фолк). Єдиний зв'язок, яку можна вказати з упевненістю, — це використання таких інструментів, як віолончель, гармонь, банджо або мандоліна, які дуже рідко використовуються в панк-музику. Останнім часом до команд грає у подібному стилі почали застосовувати термін Acoustic Punk.
Символ, що зазвичай використовується у Riot Folk — це анархічне серце. Цей символ схожий з символом анархії, тільки буква «А» замість кола поміщена всередину серця. Це феномен Південного панка, який, можливо, вперше був використаний в північній Флориді.

## Виконавці

### Українські виконавці
- Файно
- Kozak System
- Калєкція

### Румунський панк
Жанр фолк-панк також розвинений у Румунії та Молдові, де основну увагу в піснях приділено етносу. Найвідомішими виконавцями панк-року та фолк-панку цих держав є гурти: Здоб ші Здуб, Zob, Zebre, AB4, Ska-nk, Pistol cu Capse, E.M.I.L..